# Fantasy-Jahr 1956
Übersicht

◄◄ | ◄ | 1952 | 1953 | 1954 | 1955 | Fantasy-Jahr 1956 | 1957 | 1958 | 1959 | 1960 | ► | ►►

Weitere Ereignisse

## Neuerscheinungen Literatur
| Deutscher Titel                                | Deutschsprachiges Erscheinungsjahr | Originaltitel   | Autor       | Anmerkungen |
| ---------------------------------------------- | ---------------------------------- | --------------- | ----------- | ----------- |
| Die Tür auf der Wiese später: Der letzte Kampf | 1974                               | The Last Battle | C. S. Lewis |             |

## Neuerscheinungen Filme
| Deutscher Titel         | Deutschsprachiges Erscheinungsjahr | Originaltitel    | Regie          | Anmerkungen |
| ----------------------- | ---------------------------------- | ---------------- | -------------- | ----------- |
| Geschöpf des Schreckens | 1993                               | The She-Creature | Edward L. Cahn |             |

## Geboren
- Storm Constantine († 2021)
- Jean-Louis Fetjaine
- Mary Gentle
- Ralf Isau
- Julianne Lee
- Ian R. MacLeod
- Martin Millar
- Freda Warrington

## Gestorben
- Fletcher Pratt (* 1897)